# Adosados
Pour plus de détails, voir Fiche technique et Distribution.
Adosados est un film espagnol réalisé par Mario Camus et sorti en 1996.

## Fiche technique
- Titre : Adosados
- Réalisation : Mario Camus
- Scénario : Mario Camus, d'après le roman de Félix Bayón[1]
- Photographie : Jaume Peracaula
- Décors : Rafael Palmero
- Montage : José María Biurrún
- Musique : Sebastián Mariné
- Production : Canal+ España - Enrique Cerezo Producciones Cinematográficas S.A. - Líder Films - Televisión Española (TVE)
- Pays de  production :  Espagne
- Durée : 95 minutes
- Date de sortie : Espagne - 8 août 1996[2]

## Distribution
- Antonio Valero
- Ana Duato
- Rebeca Sabugo
- Alejandro Tojo
- Simón Andreu
- Lluís Homar
- Sonia Almarcha[3]

## Récompenses
- Festival des films du monde de Montréal 1996[4] :
  - Prix du meilleur scénario
  - Prix de la FIPRESCI